# Tapet

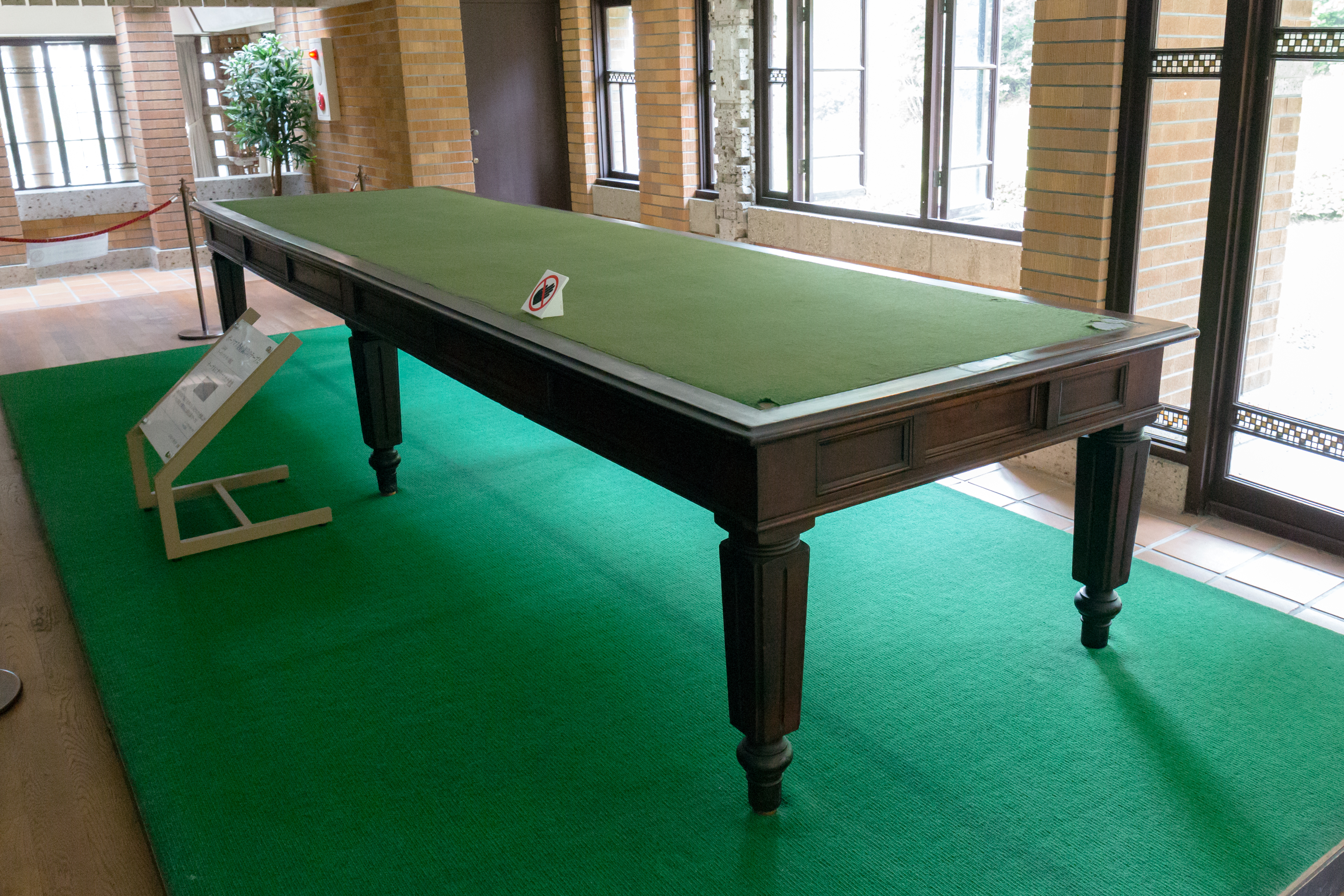
Stół, przy którym negocjowano Traktat z Portsmouth (1905)

Tapet – dawniej stół, przy którym odbywały się obrady, przykryty suknem, zwykle w kolorze zielonym. 
Dziś głównie w powiedzeniu być/znaleźć się/mieć coś na tapecie pochodzącym od niemieckiego etwas aufs Tapet bringen, przy czym w języku niemieckim Tapet nie oznaczał stołu, lecz sukno do jego przykrywania. Czasem spotykana jest też zniekształcona wersja wziąć coś na tapetę (zamiast wziąć coś na tapet), powstała poprzez mylne skojarzenie ze słowem tapeta.